# Dianne Freeman
Pour les articles homonymes, voir Freeman.
Dianne Freeman, né en mai 1958, est une romancière américaine, auteure de roman policier historique.

## Biographie
En 2018, Dianne Freeman publie son premier roman, A Lady’s Guide to Etiquette and Murder, premier volume d'une série mettant en scène Frances Wynn, comtesse de Harleigh, une jeune veuve née aux États-Unis. L'action se déroule à partir de 1899 à Londres. Avec ce roman, elle est lauréate du prix Agatha 2018 du meilleur premier roman et du prix Lefty 2019 du meilleur premier roman.

## Œuvre

### Romans

#### SérieFrances Wynn
- A Lady’s Guide to Etiquette and Murder (2018)
- A Lady’s Guide to Gossip and Murder (2019)
- A Lady's Guide to Mischief and Murder (2020)
- A Fiancée’s Guide to First Wives and Murder (2021)
- A Bride’s Guide to Marriage and Murder (2022)
- A Newlywed’s Guide to Fortune and Murder (2023)
- An Art Lover’s Guide to Paris and Murder (2024)
- A Daughter’s Guide to Mothers and Murder (2025)

## Prix et distinctions

### Prix
- Prix Agatha 2018 du meilleur premier roman pour A Lady’s Guide to Etiquette and Murder[2]
- Prix Lefty 2019 du meilleur premier roman pour A Lady’s Guide to Etiquette and Murder[3]

### Nominations
- Prix Macavity 2019 du meilleur roman policier historique pour A Lady’s Guide to Etiquette and Murder[4]
- Prix Mary Higgins Clark 2019 pour A Lady’s Guide to Etiquette and Murder[5]
- Prix Lefty 2020 du meilleur roman policier historique pour A Lady’s Guide to Gossip and Murder[3]
- Prix Sue Feder 2020 du meilleur roman policier historique pour A Lady’s Guide to Gossip and Murder[4]
- Prix Agatha 2020 du meilleur roman historique pour A Lady’s Guide to Mischief and Murder[2]
- Prix Lefty 2023 du meilleur roman policier historique pour A Bride’s Guide to Marriage and Murder[3]
- Prix Lefty 2024 du meilleur roman policier historique pour A Newlywed’s Guide to Fortune and Murder[3]
- Prix Lefty 2025 du meilleur roman policier historique pour An Art Lover’s Guide to Paris and Murder[3]
- Prix Macavity 2025 du meilleur roman policier historique pour An Art Lover’s Guide to Paris and Murder[4]